# سفارة أوكرانيا في أيرلندا
سفارة أوكرانيا في أيرلندا هي أرفع تمثيل دبلوماسي لدولة أوكرانيا لدى أيرلندا تقع السفارة في دبلن وهي تهدف لتعزيز المصالح الأوكرانية في أيرلندا.

## وصلات خارجية
- قائمة سفارات أوكرانيا
- قائمة السفارات في أيرلندا

قالب:سفارات في أيرلندا